# وودستوك (جورجيا)
وودستوك (بالإنجليزية: Woodstock, Georgia)‏ هي مدينة تقع في مقاطعة تشيروكي، جورجيا بولاية جورجيا في الولايات المتحدة. تبلغ مساحة هذه المدينة 22.9 (كم²)، وترتفع عن سطح البحر 291 م، بلغ عدد سكانها 23896 نسمة في عام 2010 حسب إحصاء مكتب تعداد الولايات المتحدة.

## توأمة
لوودستوك (جورجيا) اتفاقيات توأمة مع:
- سمولينسك

## أعلام
- دايفيد هايلاند
- جوناثان دير
- هارولد إس. جونستون
- بين بيج
- ليو كاربنتر

## وصلات خارجية
- woodstockga.gov
- Cities & Counties - Georgia.gov